# Берлінське пшеничне пиво
Берлінське пшеничне пиво або Берлінське біле пиво (нім. Berliner Weiße чи альтернативний варіант написання нім. Berliner Weisse; англ. Berlin white) — пиво верхнього бродіння з невеликим вмістом алкоголю. Сильно піниться через високу кислотність і низький вміст білків та хмелю. 
У цей сорт пива зазвичай додають малиновий сироп або есенцію маренки. Додається сироп одразу при виробництві або пізніше, під час розливу. У другому випадку спочатку наливають сироп, приблизно 20 мілілітрів, а потім пляшку 0,33 літра пива. Також поширенні індивідуальні суміші з шампанським або лікерами.